# مصطفی شوکای
مصطفی شوکای (انگلیسی: Mustafa Shokay؛ ۲۵ دسامبر ۱۸۹۰ – ۲۷ دسامبر ۱۹۴۱) سیاستمدار و فعال اجتماعی-سیاسی قزاق‌تبار اهل امپراتوری روسیه بود. او یکی از ایدئولوژیست‌های حکومت خودمختار ترکستان بود و از سال ۱۹۲۱ میلادی در تبعید در فرانسه بود.